# 塔姆格里
塔姆格里（泰姆格里）是哈萨克斯坦七河地区的一处岩刻遗址，位于阿拉木图西北方170公里处，2004年入选联合国教科文组织世界文化遗产名录。当地有5000幅岩画，其中大多数位于主要的峡谷，周围的峡谷也有分布。岩画多数出自青铜时代，其中部分被中世纪或后来的蚀刻版画覆盖。部分岩画的年代可追溯到铁器时代。
在哈萨克语（泰姆格里）和其他突厥语言中，塔姆格里（泰姆格里）意为“有涂漆或标志的地方”。